# Medal jubileuszowy „XX lat Robotniczo-Chłopskiej Armii Czerwonej”
Medal jubileuszowy „XX lat Robotniczo-Chłopskiej Armii Czerwonej” (ros. Юбилейная медаль "ХХ лет Рабоче-Крестьянской Красной Армии") – radziecki jubileuszowy medal wojskowy.
Medal został ustanowiony dekretem Rady Najwyższej ZSRR z 24 stycznia 1938 roku, dekretem z 19 czerwca 1943 roku zmieniono opis odznaki oraz jego statut.

## Zasady nadawania
Medal został ustanowiony dla nagrodzenia żołnierzy Robotniczo-Chłopskiej Armii Czerwonej i Wojenno-Morskiej Floty ZSRR, którzy:
- do dnia 23 lutego (święto Armii Czerwonej) 1938 roku przesłużyli 20 lat i zasłużyli się w czasie wojny domowej i walkach o ustalenie granic, do lat służby zaliczono także udział w oddziałach Czerwonej Gwardii, czerwonej partyzantki i innych walczących z obcą interwencją w latach 1917–1921
- zostali uprzednio odznaczeni Orderem Czerwonego Sztandaru bez względu na lata służby.

Łącznie nadano 37 504 medali, przy czym 27 575 tylko w 1938 roku.

## Opis odznaki
Odznakę stanowi okrągły krążek wykonany ze srebra o średnicy 32 mm. Na awersie znajduje się pięcioramienna gwiazda pokryta czerwoną emalią. W dolnej części widnieją częściowo nałożone na gwiazdę litery XX w kolorze medalu. Na rewersie znajduje się postać strzelającego z karabinu żołnierza Armii Czerwonej i obok napis 1918-1938. 
Medal w wersji z 1938 roku był zawieszony na prostokątnej blaszce pokrytej wstążką koloru czerwonego. W wersji z 1943 roku po zmianie opisu medalu zawieszony był na pięciokątnej blaszce obciągniętej wstążką szarą wstążką z czerwonymi paskami po bokach.